# Sergej Natanovič Bernštejn
Sergej Natanovič Bernštejn (in russo Сергей Натанович Бернштейн?; Odessa, 5 marzo 1880 – Mosca, 26 ottobre 1968) è stato un matematico e statistico sovietico.
Tra i maggiori matematici del XX secolo, contribuì in maniera fondamentale allo sviluppo della teoria delle equazioni alle derivate differenziali, della geometria differenziale, della teoria della probabilità e della teoria dell'approssimazione. Con i suoi scritti influenzò lo sviluppo in Unione Sovietica della ricerca nel campo della probabilità.
Consegue nel 1904 il dottorato alla Sorbona di Parigi con una tesi che risolve il diciannovesimo problema di Hilbert.
Sono dovuti a lui:
- i polinomi di Bernstein
- la legge dei grandi numeri di Bernstein
- la disuguaglianza di Bernstein
- il teorema di Bernstein
- la costante di Bernstein